# Samolubowka (stacja kolejowa)
Samolubowka (ros. Самолюбовка) – stacja kolejowa w pobliżu miejscowości Kisłowka, w rejonie rosławskim, w obwodzie smoleńskim, w Rosji.
Obecnie ze stacji nie jest prowadzony ruch pasażerski.